# Ювілейна медаль «300 років Російському флоту»
Ювілейна медаль «300 років Російському флоту» (рос. юбилейная медаль «300 лет Российскому флоту») — державна нагорода Російської Федерації у 1996 — 2010 роках. З вересня 2010 року не входить до системи державних нагород Російської Федерації.

## Історія нагороди
- 10 лютого 1996 року указом Президента Російської Федерації Б. Н. Єльцина «Про заснування ювілейної медалі „300 років Російському флоту“»[1] на відзнаку 300-річчя Російського флоту та за видатні заслуги флоту перед Вітчизною була заснована ювілейна медаль «300 років Російському флоту» та затверджені положення та опис медалі.
- 6 травня 1996 року указом Президента Росії № 649[2] до положння про медаль були внесені зміни щодо нагородження військовослужбовців Військово-Морського Флоту, які брали участь у бойових діях з німецько-фашистськими загарбниками та японськими мілітаристами в 1941 — 1945 роках.
- 7 червня 1996 року указом Президента Росії «Про нагородження громадян Російської Федерації ювілейною медаллю „300 років Російському флоту“»[3] були нагороджені категорії громадян, вказані у положенні про медаль.
- Указом Президента Російської Федерації від 7 вересня 2010 року № 1099 «Про заходи щодо вдосконалення державної нагородної системи Російської Федерації»[4] було встановлено, що ювілейні медалі, у тому числі й ювілейна медаль «300 років Російському флоту», не входять до системи державних нагород Російської Федерації.

## Положення про медаль
Ювілейною медаллю «300 років Російському флоту» нагороджуються громадяни Російської Федерації:
- військовослужбовці Військово-Морського Флоту, які брали участь у бойових діях з німецько-фашистськими загарбниками та японськими мілітаристами в 1941 — 1945 роках;
- військовослужбовці, які перебувають на службі у Військово-Морському Флоті, морських силах Федеральної прикордонної служби Російської Федерації, якщо вони удостоєні державних нагород Російської Федерації, РРФСР, СРСР і бездоганно прослужили на кораблях і на посадах льотного складу морської авіації 10, а в інших морських частинах 20 і більше років у календарному обчисленні на день набрання чинності указу про нагородження;
- адмірали, генерали, офіцери, мічмани (прапорщики), старшини і матроси, що знаходяться у запасі (відставці), звільнені зі Збройних Сил Російської Федерації, Збройних Сил СРСР, Федеральної прикордонної служби Російської Федерації, прикордонних військ КДБ СРСР, якщо вони удостоєні державних нагород Російської Федерації, РРФСР, СРСР і бездоганно прослужили у Військово-Морському Флоті, морських силах Федеральної прикордонної служби Російської Федерації, морських частинах прикордонних військ КДБ СРСР на кораблях і на посадах льотного складу морської авіації 10, а в інших морських частинах 20 і більше років у календарному обчисленні;
- цивільний персонал суден забезпечення Військово-Морського Флоту, плавсклад і науковий склад морського, річкового, рибальського, науково-дослідного і експедиційного флотів, якщо вони удостоєні державних нагород Російської Федерації, РРФСР, СРСР і бездоганно пропрацювали на судах 15 і більше років у календарному обчисленні на день набрання чинності указу про нагородження;
- конструктори, розробники, керівники проектно-конструкторських бюро, науково-дослідних інститутів і організацій, навчальних закладів, керівники центральних органів управління суднобудівної промисловості, працівники основних професій, безпосередньо зайняті на будівництві та ремонті суден і кораблів, якщо вони удостоєні державних нагород Російської Федерації, РРФСР, СРСР і бездоганно пропрацювали по названим спеціальностями і професіями 20 і більше років у календарному обчисленні на день набрання чинності указу про нагородження;
- керівники центральних, басейнових органів управління, керівники науково-дослідних інститутів, навчальних закладів морського, річкового, рибальського, науково-дослідного і експедиційного флотів, якщо вони удостоєні державних нагород Російської Федерації, РРФСР, СРСР і бездоганно пропрацювали у названих галузях 20 і більше років у календарному обчисленні на день набрання чинності указу про нагородженні.

### Порядок носіння
Положенням передбачалося, що ювілейна медаль «300 років Російському флоту» носиться на лівій стороні грудей і розташовується після медалі Жукова.

## Опис медалі
- Ювілейна медаль «300 років Російському флоту» з томпаку з срібленням, має форму кола діаметром 32 мм з опуклим бортиком з обох сторін.
- На лицьовій стороні медалі на тлі будівлі Адміралтейства — профільне (ліворуч) погрудне зображення Петра Першого. Уздовж верхнього краю — напис рельєфними літерами «300 лет Российскому флоту».
- На зворотному боці у верхній частині — рельєфний напис «1696-1996», у нижній частині на тлі лаврової та дубової гілок — зображення якорів, що перехрещуються.
- Медаль номера не має.
- Медаль за допомогою вушка і кільця з'єднується з п'ятикутною колодкою, обтягнутою шовковою муаровою стрічкою білого кольору з двома синіми смужками, віддаленими від країв стрічки на 1 мм, ширина смужок 7 мм. Ширина стрічки 24 мм.